# Тениска сезона Новака Ђоковића у 2009. години
Ђоковић је нову сезону почео на турниру у Бризбејну, где га је у првом колу поразио Ернестс Гулбис са 6:4, 6:4, па је одлучио да игра још један турнир као припрему за Отворено првенство Аустралије. На турниру у Сиднеју га је у полуфиналу избацио Јарко Нијеминен, 6:4, 7:6(3). Бранио је титулу на Отвореном првенству Аустралије, али је у четвртфиналу предао меч Ендију Родику због исцрпљености и грчева, при Родиковом вођству 6:7(3), 6:4, 6:2, 2:1. Затим је на турниру у Марсељу стигао до полуфинала, где га је четврти пут за редом победио Жо-Вилфрид Цонга, 6:4, 7:6(1). Наредне недеље, као први носилац, освојио је турнир серије 500 у Дубаију, победивши Давида Ферера у финалу.
У шпанском граду Бенидорму играо се Дејвис куп сусрет између репрезентација Србије и Шпаније. Ђоковић је у оба своја меча поражен резултатом 3:0. Изгубио је од Давида Ферера и од, тада првог тенисера света, Рафаела Надала. Уследили су турнири Мастерс 1000 серије – Индијан Велс и Мајами. У Индијан Велсу, где је бранио титулу, стигао је до четвртфинала и ту изгубио од домаћег тенисера, Ендија Родика. У Мајамију је Ђоковић стигао до финала. На путу до полуфинала, прекинуо је серију Француза Жоа-Вилфрида Цонге од четири узастопне победе у њиховим мећусобним дуелима, савладавши га резултатом 6:3, 6:4. У полуфиналу је победио Роџера Федерера, трећи пут у каријери, али у финалу је изгубио од Ендија Марија.
Затим се прешло на европски континент и на шљакасте терене. На још једном турниру из серије 1000, у Монте Карлу, Ђоковић је поново изгубио у финалу, овог пута од Рафаела Надала. Следећи турнир Мастерс 1000 серије се играо у Риму. У полуфиналу добио је Роџера Федерера, а финалу поново изгубио од Надала. Тај пораз је проузроковао да Ђоковић падне на четврто место АТП листе, након 81 узастопне недеље проведене на трећем месту. На првом Отвореном првенству Србије, освојио је своју другу титулу у сезони, и то као први носилац, успут победивши сународнике Јанка Типсаревића и Виктора Троицког, а у финалу Лукаша Кубота, 6:3, 7:6(0). Наредни турнир у Ђоковићевом распореду био је последњи турнир серије 1000 за 2009. игран на шљаци. На Мастерс турниру у Мадриду лаким и брзим победама и без изгубљеног сета стигао је до полуфинала, у којем је са Рафаелом Надалом играо трећи пут у последњих пет седмица. Упркос чињеници да је имао три меч-лопте, Ђоковић је изгубио сусрет резултатом 6:3, 6:7(5), 6:7(9). Тај меч је трајао 4 сата и 2 минута, и временски је најдужи у појединачној конкуренцији одигран у три сета у Опен ери (са тај-брејком у последњем сету). Наредни турнир на којем је Ђоковић учествовао био је други гренд слем турнир године, Ролан Гарос. Поразио га је Филип Колшрајбер у трећем колу, 6:4, 6:4, 6:4.
Сезону на травнатој подлози започео је турниром у немачком граду Халеу, где је, након повлачења Роџера Федерера, био постављен за првог носиоца. У Ђоковићевом шестом финалу те године поразио га је домаћи тенисер, Томи Хас, 6:3, 6:7(4), 6:1. Као четврти носилац, дошао је на трећи гренд слем у сезони, Вимблдон. У првих неколико кола играо је сигурно и брзо је стизао до победа, над Бенетоом, Гројлом, Фишом и Селом. У полуфиналу је био очекиван меч између Ђоковића и Федерера, али је Ђоковића у четвртфиналу још једном победио Томи Хас, 7:5, 7:6(6), 4:6, 6:3. „Ју-Ес Опен серију” започео је Мастерс турниром у Монтреалу, у Канади. Након победе против Михаила Јужног пласирао се у четвртфинале у којем су се, први пут од увођења серије 1990, нашла осморица најбоље рангираних тенисера АТП листе у том тренутку (Федерер, Надал, Мари, Ђоковић, Родик, Дел Потро, Цонга и Давиденко). Ђоковић је четвртфинале изгубио од Ендија Родика, 6:4, 7:6(4). На наредном турниру, Мастерсу у Синсинатију, стигао је до финала, успут савладавши повратника на терен након више од два месеца, Рафаела Надала, 6:1, 6:4. У финалу је изгубио од Роџера Федерера, 1:6, 5:7. Потом је Ђоковић одиграо последњи гренд слем сезоне, Отворено првенство САД. Без изгубљеног сета победио је Ивана Љубичића и Корстена Бола. Против Џесија Витена изгубио је први сет, али је преокренуо резултат и победио са 3:1. У три сета савладао је и Радека Штјепанека. У четвртфиналу победио је Вердаска. У полуфиналу га је зауставио Роџер Федерер, овог пута у три сета.
Ђоковић је освојио турнир у Пекингу, победивши у финалу Хрвата Марина Чилића резултатом 6:2, 7:6(4). Стигао је до полуфинала Мастерса у Шангају у којем је изгубио од Давиденка, 6:4, 4:6, 6:7(1). Након тога се вратио на треће место АТП листе. Освојио је турнир АТП 500 серије у Базелу, победивши у финалу троструког браниоца титуле, Роџера Федерера, 6:4, 4:6, 6:2. Након четири узастопна пораза у финалима АТП мастерс 1000 турнира, освојио је титулу у Паризу. У полуфиналу је савладао Рафаела Надала, 6:2, 6:3, а у финалу љубимца публике, Француза Гаела Монфиса, 6:2, 5:7, 7:6(3)
На Финалу АТП светске турнеје, у групној фази је савладао Николаја Давиденка, продуживши тако свој низ победа на 11. Овај низ је окончао Робин Седерлинг, који га је победио први пут у шест мечева. Иако је у трећем мечу у групној фази савладао Рафаела Надала, није се пласирао у полуфинале, због лошијег односа освојених и изгубљених сетова од другопласираног Давиденка
Ђоковић је трећи пут заредом годину завршио на трећем месту. Играо је 97 мечева, више од било ког другог тенисера, са односом победа и пораза 78:19. Доспео је до десет финала, од којих је освојио пет: Мастерс у Паризу, турнире АТП 500 у Дубаију, Пекингу и Базелу, као и турнир у родном Београду.